# Harald Marg
Harald Marg (Magdeburgo, RDA, 26 de septiembre de 1954) es un deportista de la RDA que compitió en piragüismo en la modalidad de aguas tranquilas.
Participó en los Juegos Olímpicos de Moscú 1980, obteniendo una medalla de oro en la prueba de K4 1000 m. Ganó trece medallas en el Campeonato Mundial de Piragüismo entre los años 1973 y 1983.

## Palmarés internacional
| Juegos Olímpicos   | Juegos Olímpicos         | Juegos Olímpicos  | Juegos Olímpicos |
| Año                | Lugar                    | Medalla           | Evento           |
| ------------------ | ------------------------ | ----------------- | ---------------- |
| 1980               | Moscú (URSS)             | Medalla de oro    | K4 1000 m        |
| Campeonato Mundial |                          |                   |                  |
| Año                | Lugar                    | Medalla           | Evento           |
| 1973               | Tampere (Finlandia)      | Medalla de bronce | K4 1000 m        |
| 1975               | Belgrado (Yugoslavia)    | Medalla de plata  | K2 500 m         |
| 1975               | Belgrado (Yugoslavia)    | Medalla de plata  | K4 1000 m        |
| 1978               | Belgrado (Yugoslavia)    | Medalla de oro    | K4 500 m         |
| 1978               | Belgrado (Yugoslavia)    | Medalla de oro    | K4 1000 m        |
| 1979               | Duisburgo (RFA)          | Medalla de oro    | K4 500 m         |
| 1979               | Duisburgo (RFA)          | Medalla de oro    | K4 1000 m        |
| 1981               | Nottingham (Reino Unido) | Medalla de bronce | K4 500 m         |
| 1981               | Nottingham (Reino Unido) | Medalla de oro    | K4 1000 m        |
| 1982               | Belgrado (Yugoslavia)    | Medalla de plata  | K4 500 m         |
| 1982               | Belgrado (Yugoslavia)    | Medalla de plata  | K4 1000 m        |
| 1983               | Tampere (Finlandia)      | Medalla de oro    | K4 500 m         |
| 1983               | Tampere (Finlandia)      | Medalla de plata  | K4 1000 m        |